# Hercule contre les Fils du soleil
Pour plus de détails, voir Fiche technique et Distribution.
Hercule contre les Fils du soleil (Ercole contro i figli del sole) est un péplum hispano-italien écrit et réalisé par Osvaldo Civirani, sorti en 1964.

## Synopsis
Parti en mer avec des compagnons et pris dans une tempête, Hercule échoue sur les côtes du Pérou. À la suite du naufrage, il se retrouve seul sur cette terre inconnue où il est attaqué par les indigènes d'une tribu inca aux pratiques sanguinaires. Mais le brave héros est aussitôt sauvé par le prince Maytha qui se trouve être à la tête d'une bande de rebelles qui s'insurge contre les rituels barbares de leur chef tyrannique, Ata Hualpa. Ce dernier s'avère être son propre frère qui a chassé leur père du trône. Pour satisfaire le Dieu Soleil, Ata Hualpa s'apprête à sacrifier leur sœur, la jeune et belle princesse Hamara. Pour la sauver, Hercule et quelques guerriers rebelles préparent l'assaut du temple royal d'Ata Hualpa...

## Fiche technique
- Titre original : Ercole contro i figli del sole
- Titre français : Hercule contre les Fils du soleil
- Réalisation, scénario et production : Osvaldo Civirani
- Montage : Rosa G. Salgado et Nella Nannuzzi
- Musique : Coriolano Gori
- Photographie : Julio Ortas
- Production : Giorgio Cristallini
- Sociétés de production : Hispamer Films et Wonder Films
- Pays d'origine :  Italie,  Espagne
- Langue originale : italien
- Format : couleur
- Genre : péplum
- Durée : 90 minutes
- Dates de sortie : 
  -  Italie : 8 août 1964
  -  France : 12 mai 1965

## Distribution
- Mark Forest (VF : Marc Cassot) : Hercule
- Anna-Maria Pace (VF : Claude Chantal) : la princesse Hamara
- Giuliano Gemma (VF : Denis Savignat) : le prince Maytha
- Giulio Donnini (VF : Lucien Bryonne) : le Grand Prêtre
- Franco Fantasia (VF : Jacques Beauchey) : le roi Ata Hualpa
- Ángela Rhu : la reine
- Stefano Conti (VF : Linette Lemercier) : Adro
- Andrea Scotti (VF : Philippe Mareuil) : Hino
- Antonio Acqua (en) (VF : Richard Francœur) : le prêtre de Maytha
- José Riesgo (VF : Jean-Henri Chambois) : le roi Huascar
- Assia Zezon : la servante